# Steven Thompson
Steven Thompson (18 marzo 1971) è un ex calciatore britannico originario di Turks e Caicos, di ruolo difensore.